# Ricardo Pérez de Zabalza Goytre
|  | Per altres persones anomenades Richi, vegeu Richi. |

Ricardo Pérez de Zabalza Goytre, més conegut com a Richi, és un futbolista madrileny que actualment juga pel Reial Múrcia CF principalment en la posició de migcampista ofensiu. Va nàixer a Madrid el 14 d'abril de 1977.
Va tenir un floriment esportiu tardà, ell va començar a jugar al futbol a partir dels 20 anys, fent el seu debut en La Liga als 26.

## Trajectòria
Va començar a despuntar al modest Rayo Majadahonda, d'on va passar al filial de l'Atlètic de Madrid. Sense oportunitats al primer equip matalasser, l'any 2002 fitxa pel Reial Múrcia CF.
El davanter seria un dels jugadors més importants de l'equip pimentoner durant mitjans de la dècada dels 2000, tot jugant 215 partits de Lliga, 60 d'ells a primera divisió, en els quals ha marcat 27 gols.
A la campanya 07/08 ja passa a la suplència en algunes ocasions, i en acabar la temporada, deixa l'equip murcià per militar al CD Tenerife. Ell aconsegueix marcar 6 vegades en 36 partits, i el conjunt canari retorna a la primera divisió, després de 7 anys.
Richi no va ser rellevant en la següent campanya, jugant aproximadament 1600 minuts menys i només marcant un gol, el 14 de març del 2010, obrint el marcador en una victòria a casa per 4 a 1 contra el RCD Espanyol. En l'estiu, amb el Tenerife finalment relegat, el jugador de 33 anys torna al Múrcia, també relegat de la segona divisió.